# Róża sina

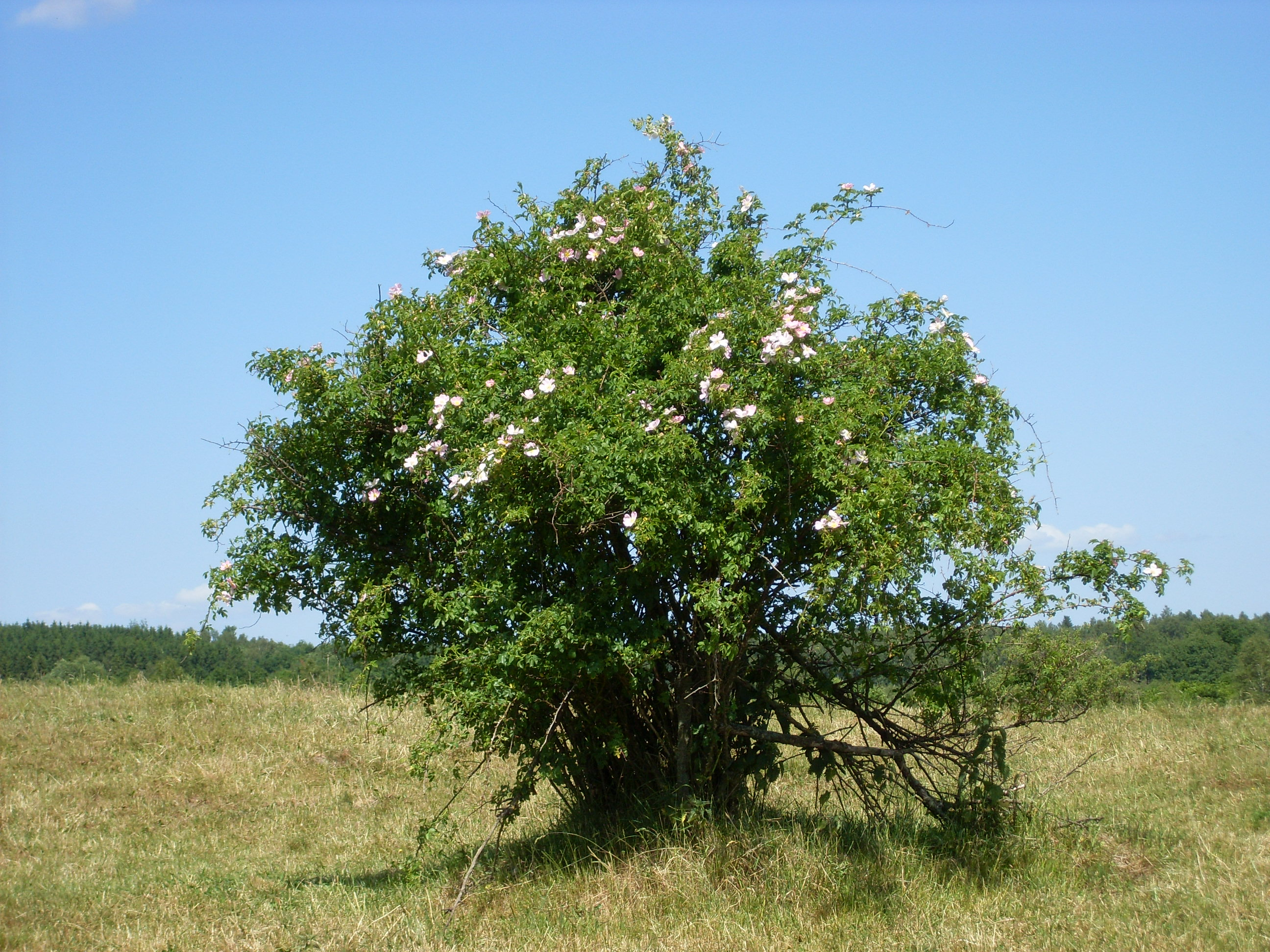
Pokrój

Róża sina (Rosa dumalis Bechst. em. Boulenger) – gatunek krzewu należący do rodziny różowatych. Występuje pospolicie na obszarach umiarkowanych i ciepłych półkuli północnej. Występują prawie w całej Europie, w tym dość pospolicie na terenie Polski.

## Morfologia
PokrójGęsty krzew o wysokości do 2 m.
ŁodygaGałązki nieco sinonabiegłe z silnie hakowato zagiętymi kolcami.
LiścieSą złożone z 5-7 jajowato-eliptycznych listków. Listki są duże, szerokojajowate (czasami prawie okrągłe), nieco sino nabiegłe, krótko zaostrzone, o brzegach głęboko pojedynczo lub podwójnie ząbkowanych, przy czym ząbki są długie, wąskie i zwrócone nieco do przodu. Spodnia strona listków bez gruczołów (co najwyżej znajdują się one tylko na nerwie głównym).
KwiatyWyrastają na szypułkach znacznie krótszych od podsadek. Posiada pięciopłatkowe, pojedyncze, różowe kwiaty. Szyjki słupków główkowate, duże i wełnisto owłosione. Działki kielicha są silnie pierzastosieczne, po przekwitnieniu odginają się w dół i wcześnie odpadają.
OwocDuży, czerwony tzw. owoc pozorny, w którego powstawaniu bierze rudział również hypancjum.

## Biologia i ekologia
Nanofanerofit. Siedlisko: miedze, przydroża, skraje lasów, zarośla. Kwitnie w czerwcu.

## Zmienność
- Tworzy mieszańce z r. alpejską, r. czerwonawą, r. francuską, r. gęstokolczastą, r. jabłkowatą, r. kutnerowatą[4]
- Gatunek zmienny morfologicznie, wyróżnia się w jego obrębie kilka podgatunków, albo tzw. gatunków drobnych[4]

## Zastosowanie
- Roślina lecznicza
  - Surowiec zielarski : dojrzałe owoce (Fructus Rosae). Są składnikiem wielu mieszanek ziołowych. Zawierają oprócz ogromnej ilości witaminy C garbniki, karotenoidy, kwasy organiczne, olejki eteryczne, cukry, pektyny. Owoce są niezwykle bogatym źródłem witaminy C – zawierają jej dziesięciokrotnie więcej, niż porzeczka czarna. Już 1-3 jej owoce w zupełności wystarczą do pokrycia dziennego zapotrzebowania człowieka na tę witaminę. Naturalna witamina zawarta w owocach jest przy tym trzykrotnie bardziej skuteczna od witaminy syntetycznej w tabletkach[5][6].
  - Działanie : słabo rozkurczające, żółciopędne, łagodnie moczopędne. Róża jest stosowana przede wszystkim jako lek ogólnie wzmacniające (bogate źródło witaminy C), ale także pomocniczo do leczenia różnych schorzeń wątroby, nerek i przewodu pokarmowego[4].
  - Zbiór i suszenie : owoce zbiera się, gdy dojrzeją, ale jeszcze zanim zrobią się miękkie. Suszenie ich jest dość trudne; owoce trzeba rozdrobnić, przez pierwsze 10 min. należy trzymać je w temp. ok. 100 °C, by szybko zniszczyć enzymy rozkładające witaminę C, potem suszyć w temp. ok. 50-60 °C[6]
- Sztuka kulinarna. Owoce róży mogą być używane do sporządzania przetworów i win.